# Liste des plus hauts gratte-ciel de Hefei
Depuis la construction de la Telecom Tower Hefei en 1997, plusieurs dizaines de gratte-ciel (immeuble de  100 mètres de hauteur et plus) ont été construits à Hefei en Chine du fait du développement très rapide de la ville.

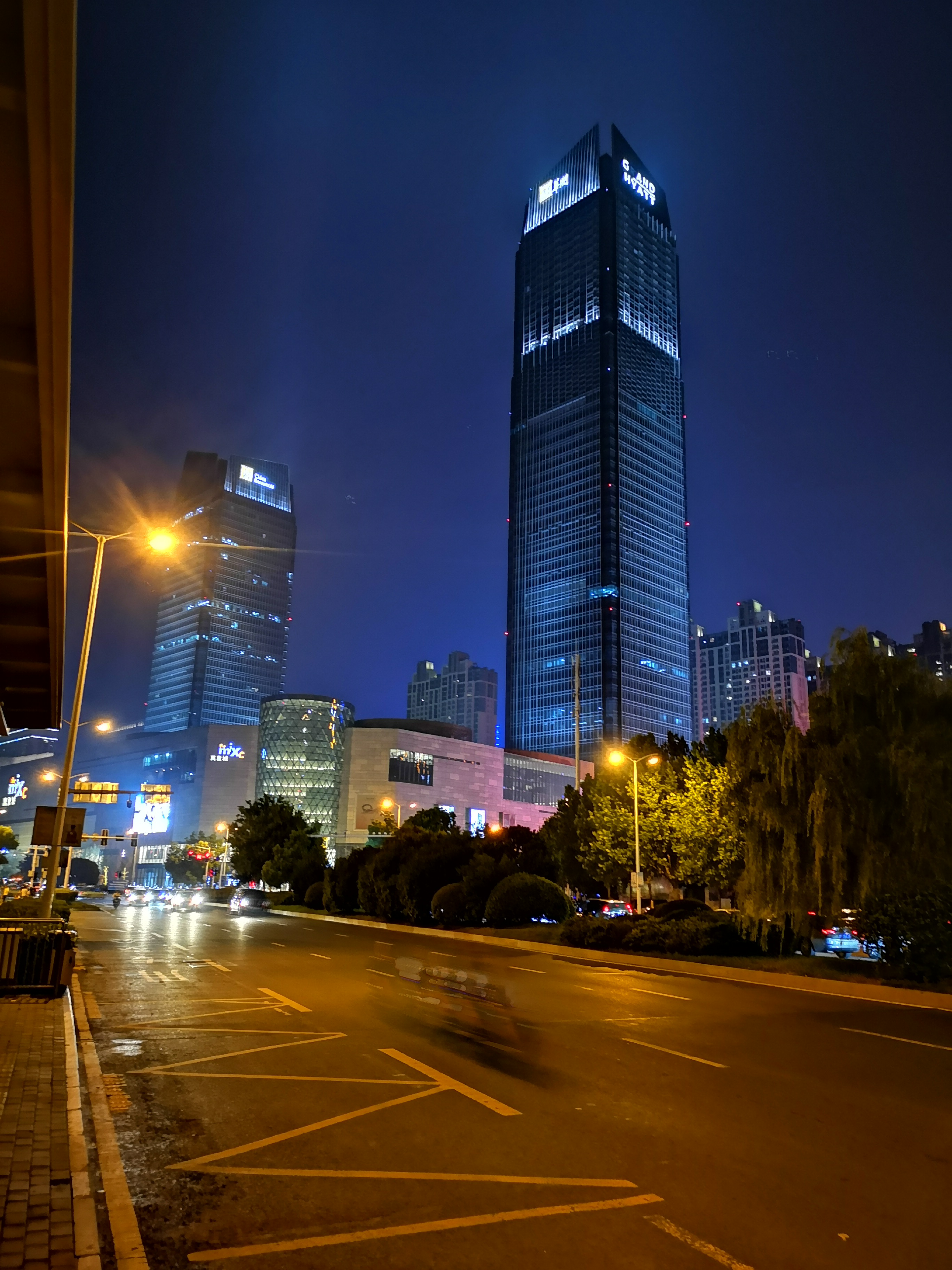
China Resources Center (Hefei)

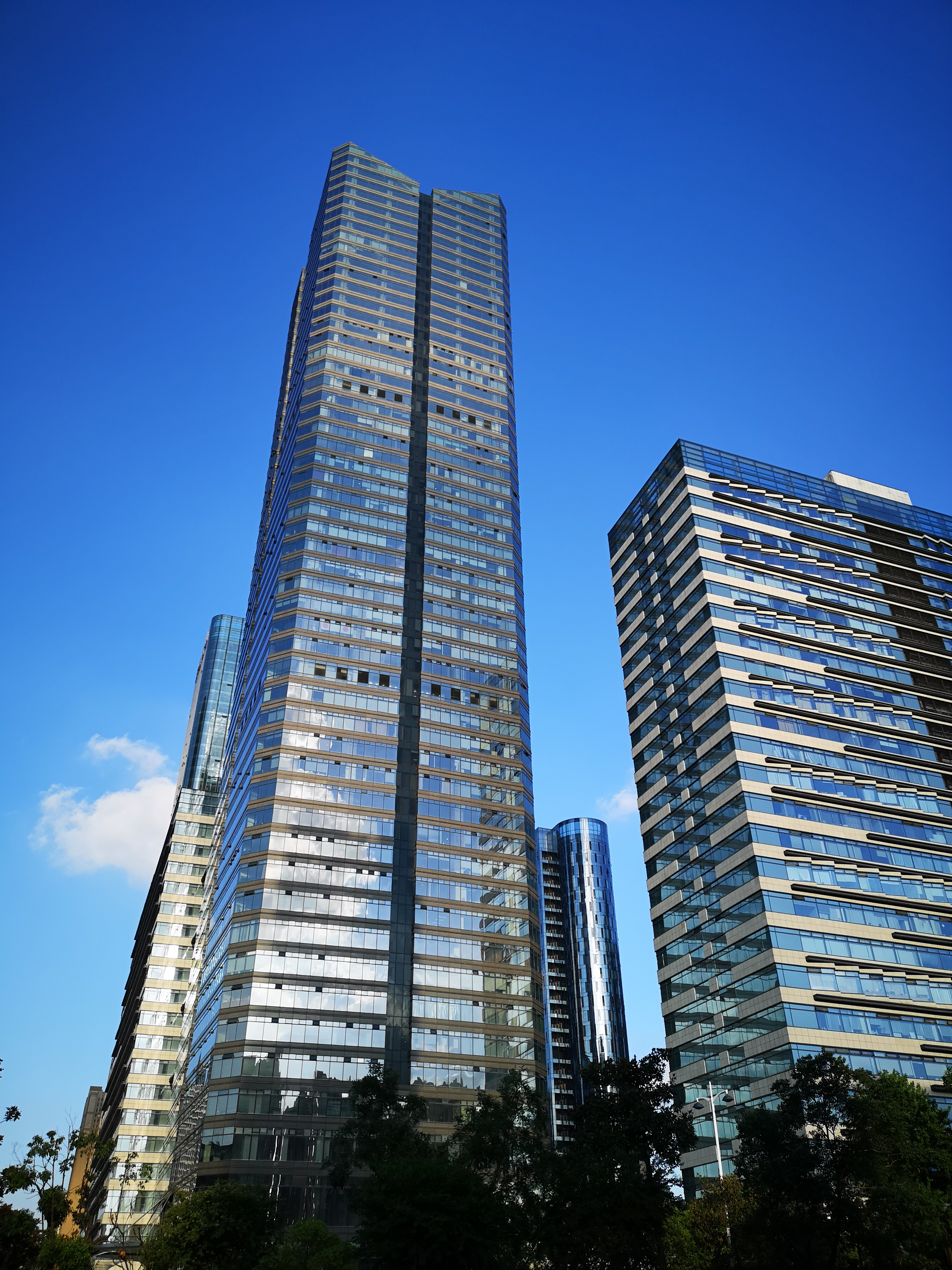
Landscape Brilliant Center

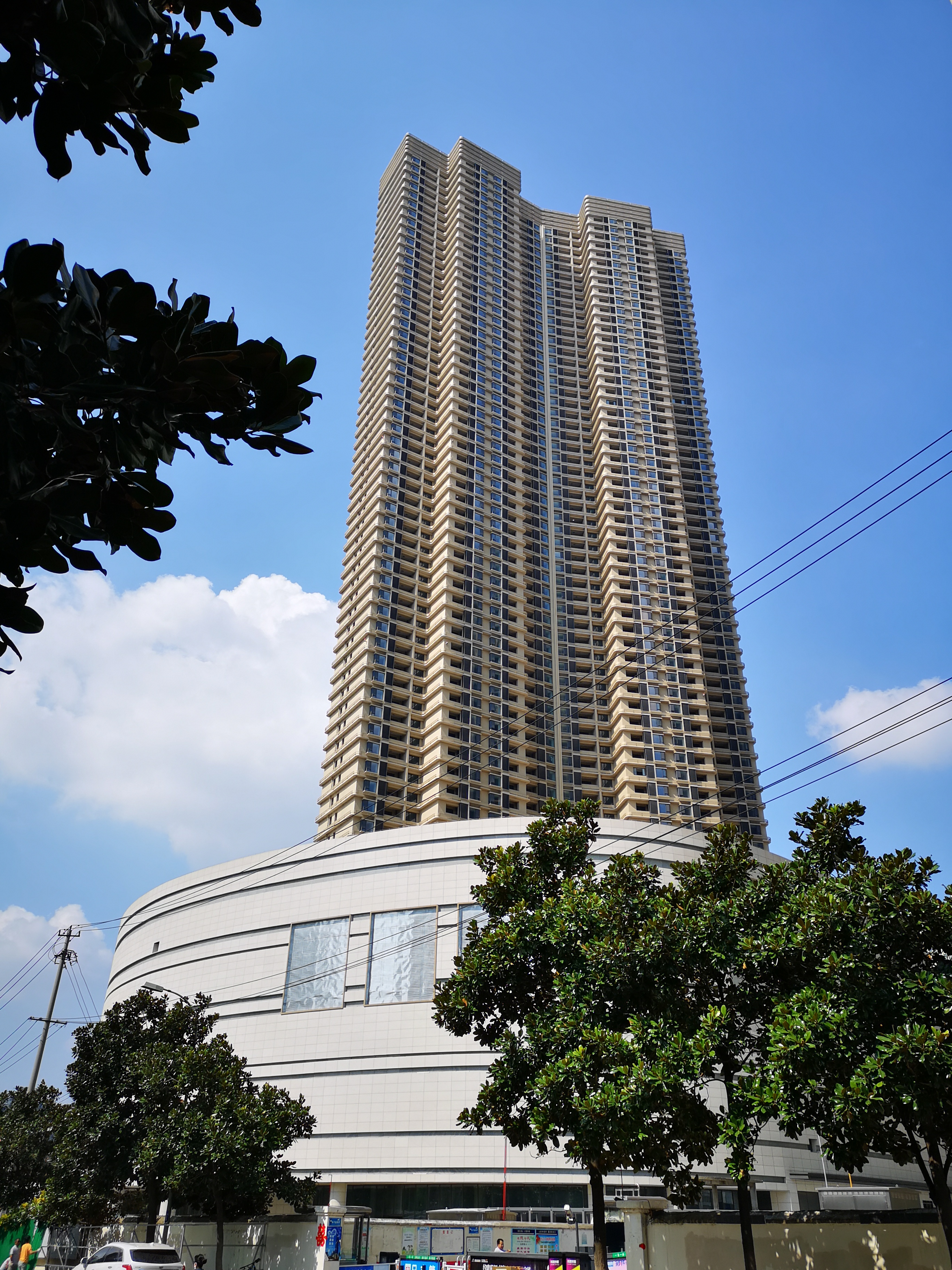
Dam Street Global Center

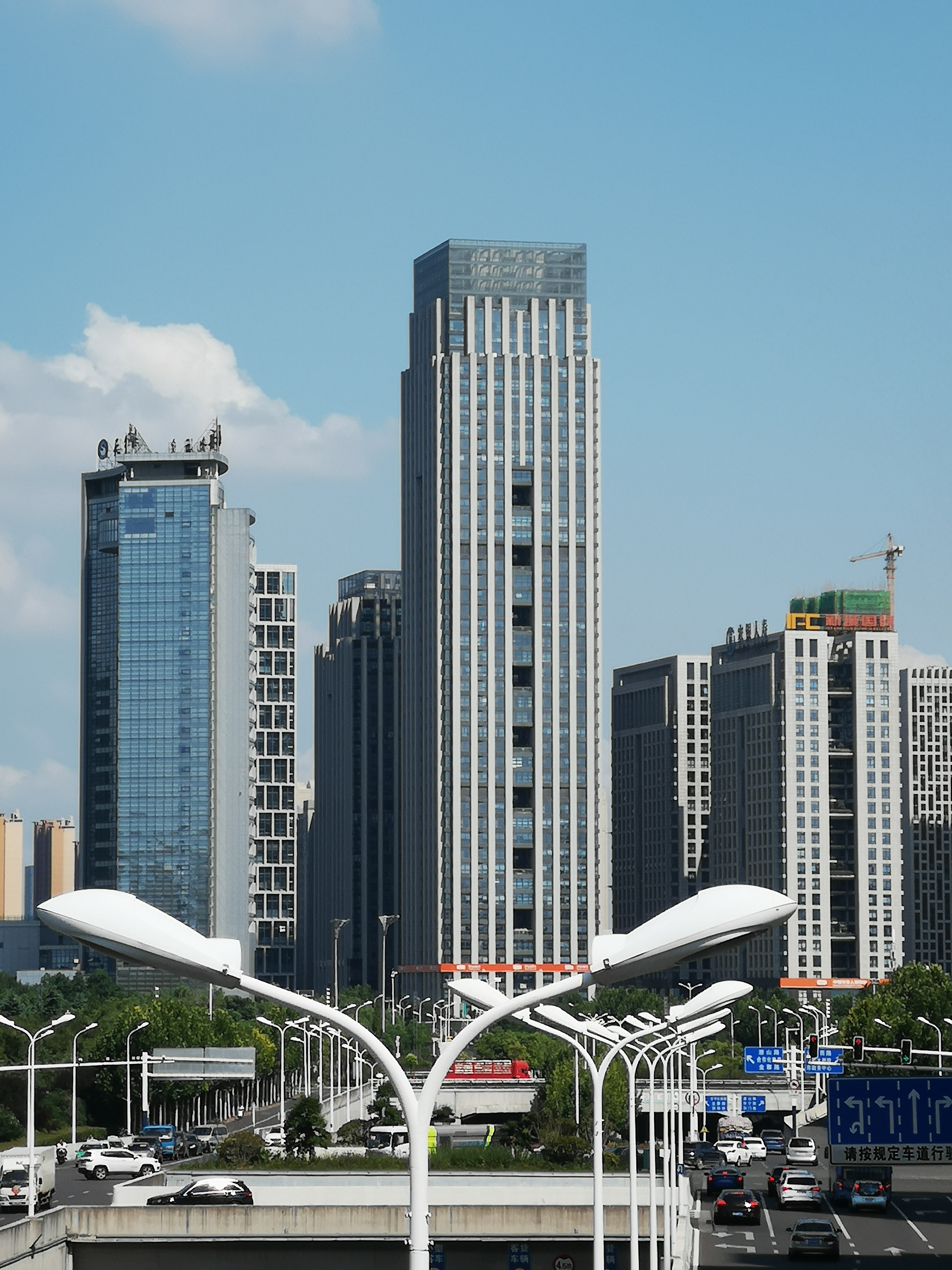
New City International

En juin 2020, la liste des immeubles d'au minimum 180 mètres de hauteur y est la suivante d'après Emporis

## Gratte-ciel construits
| Rang | Nom                                      | Hauteur | Étages | Année |
| ---- | ---------------------------------------- | ------- | ------ | ----- |
| 1    | China Resources Center (Hefei) 2         | 280 m   | 55     | 2017  |
| 2    | Binhu Times Square A                     | 242 m   | 54     | 2018  |
| 3    | Anhui International Trade Center Tower 1 | 239 m   | 57     | 2013  |
| 4    | Anhui Broadcasting & TV Centre           | 226 m   | 49     | 2013  |
| 5    | Landscape Brilliant Center               | 220 m   | 50     | 2016  |
| 6    | China Resources Center (Hefei) 1         | 218 m   | 45     | 2016  |
| 7    | Xindi Center Office Tower 1              | 211 m   | 50     | 2014  |
| 8    | New City International                   | 210 m   | 47     | 2016  |
| 8    | Dam Street Global Center R1              | 210 m   | 63     | 2018  |
| 10   | Huabang World Trade City Tower 1         | 209 m   | 50     | 2014  |
| 11   | Park Hyatt Center E                      | 204 m   | 48     | 2018  |
| 11   | Union Investment V Center A              | 204 m   | 41     | 2017  |
| 13   | Blue Business Hong Kong Office Tower F   | 201 m   | 43     | 2018  |
| 14   | Ahcof City Plaza                         | 200 m   | 51     | 2016  |
| 14   | Jinbao Tower                             | 200 m   | 43     | 2018  |
| 16   | Phoenix Cultural Square                  | 197 m   | 45     | 2018  |
| 17   | Phoenix Cultural Square                  | 193 m   | 46     | 2013  |
| 18   | North City Golden Resources Hotel        | 190 m   | 51     | 2014  |
| 18   | Fortune Plaza                            | 190 m   | 48     | 2015  |
| 20   | Landmark Park Hyatt Center               | 189 m   | 44     | 2015  |
| 21   | Polyfine Square A                        | 188 m   | 42     | 2018  |
| 22   | Wanda Ginza B                            | 187 m   | 54     | 2016  |
| 22   | Wanda Ginza C                            | 187 m   | 54     | 2016  |
| 22   | Vanke City 1                             | 187 m   | 40     | 2018  |
| 25   | Binhu Times Square B                     | 185 m   | 41     | 2017  |
| 26   | Gabriel Plaza                            | 182 m   | 37     | 2016  |
| 26   | Dam Street Global Center R6              | 182 m   | 49     | 2015  |
| 28   | Universal City Center                    | 181 m   | 38     | 2013  |
| 29   | Bank of China                            | 180 m   | 39     | 2015  |

## Bâtiments en construction
Classement actualisé le 13 décembre 2020
| Rang | Nom                                          | Hauteur | Étages | Construction |
| ---- | -------------------------------------------- | ------- | ------ | ------------ |
| 1    | Evergrande International Financial Center T1 | 518 m   | 112    | 2016-2021    |
| 2    | Evergrande IFC 5                             | 290 m   | ?      | 2016-2021    |
| 3    | Evergrande IFC 4                             | 260 m   | ?      | 2016-2021    |
| 4    | Greenland Center                             | 249 m   | 58     | 2013-2020    |
| 5    | Evergrande IFC 3                             | 200 m   | ?      | 2016-2020    |